# Nissan Be-1
Nissan Be-1 — двухдверный седан в стиле ретро, выпускавшийся с 1987 по 1988 год японской компанией Nissan Motors.

## Описание
Первоначально Nissan Be-1 продавался исключительно в Японии в автосалонах Nissan Cherry Store.
Разработанный как модный городской автомобиль, Be-1 продавался без какой-либо марки Nissan, только по предварительному заказу и исключительно в Японии. Собственная команда дизайнеров Nissan сделала предложение по дизайну городского автомобиля (A), в то время как промышленный дизайнер Наоки Сакаи и неизвестная итальянская дизайн-студия также сделали предложения по дизайну мотоколясок (B1 и B2). Был выбран дизайн Sakai B1, а вместе с ним и название (Nissan Be-1).
Nissan, Be-1, наряду с Nissan Figaro, Pao и S-Cargo, известен как «Pike Car», так как был разработан специальной проектной группой Nissan — Pike Factory. Как и Pao и Figaro, автомобиль выпускался на базе Nissan March.
В 2011 году известный критик дизайна Фил Паттон (Phil Patton) в своей статье для New York Times назвал автомобили «Pike» «вершиной постмодернизма» (англ. «the height of postmodernism») и «беззастенчивыми ретро, беспорядочно сочетающими элементы Citroën 2CV, Renault 4, Mini [и] Fiat 500» (англ. «unabashedly retro, promiscuously combining elements of the Citroën 2CV, Renault 4, Mini [and] Fiat 500»).

## Технические характеристики
Как и Pao и Figaro, Be-1 выпускался на базе первого поколения Micra. Автомобиль приводился в движение карбюраторным двигателем MA10S I4 объёмом 1,0 л (987 см3). Коробка передач — трёхступенчатая автоматическая или же пятиступенчатая механическая. Двигатель развивал мощность 38 кВт (51 л. с.) при 6000 об/мин и крутящий момент 75 Н·м при 3600 об/мин.
Ходовая часть включала реечное рулевое управление, независимую подвеску со стойками спереди, а также 4 рычага и винтовые пружины сзади. С марта 1987 года автомобиль опционально оснащался большой брезентовой крышей с электронным управлением. В центре приборной панели находится большой спидометр. Как и оригинальный Mini, Be-1 имеет небольшую крышку багажника (хотя она открывается кверху) и фиксированное заднее стекло и, таким образом, является двухдверным седаном. Автопроизводитель Nissan иногда классифицировал модель Be-1 как «купе».

## Модификации
- BK10RHF (5-скор. МКПП)[19]
- BK10RHFW (5-скор. МКПП, брезентовая крыша)[20]
- BK10RHA (3-скор. АКПП)[21]
- BK10RHAW (3-скор. АКПП, брезентовая крыша)[22]